# Euclystis insana
Euclystis insana là một loài bướm đêm trong họ Erebidae.